# Луис Алберто Марко
Луис Алберто Марко (шп. Luis Alberto Marco; Дос Ерманас, 20. август 1986) је шпански атлетичар, специјалиста за средње стазе, који се углавном такмичи у трчању на 800 метара и 1.500 метара. Боље резултате постиже на 800 метара.

## Биографија
Са навршених 6. година придружио се старијем брату у једној од спортских школа које су постојале у Дос Ерманасу. Од тада је везан за атлетику, мада је упражњавао и фудбал, кошарку и тенис.
Његови атлетски почеци било је учествовање на тркама које су одржане у Дос Херманасу и другим градовима у покрајини и граду Севиљи. Три пута добијао је награде на трци у Севиљи од 1996—1999. Од 1999 учествује и на првенственом регионалном нивоу покрајине Андалузије.
Године 2000. постао је члан атлетског клуба Вегамедиа-Содевега из Севиље и постиже свој први успех освајањем првенства Андалузије у трци на 3.000 метара.
У 2002. години, учествује на првенству Шпаније а 2003. постаје јуниорски првак Шпанија на 1.500 метара на отвореном и у дворани. Исте године добија високе оцене за учешће на Светском првенству младих у Шербруку освајањем једанаестог места на 1.500 метара.
У 2007. години, као другопласирани на првенству Шпаније на 800 м. изабран је у репрезентацију и учешће на Европском дворанском првенству у Бирмингему, где осваја четврто место.
У сезони 2007/08. постаје првак Шпаније у дворани. У лето поставља лични рекорд 1:46,23 што је за неколико стотинки испод норме за олимпијске игре.
Титулу првака Шпаније у дворани на 800 метара осваја и у фебруару 2009. године. У марту 2009. постиже свој највећи успех до данас освајањем сребрне медаљу на Европском дворанском првенству у Торину у времену 1:49,42. 
Од 2010. учествује на више светских и европских првенстава на отвореном и у дворани, Олимпијским играма 2012. али без значајнијих резултата.

## Значајнији резултати
| Датум   | Такмичење                          | Место                           | Пласман  | Дисциплина | Резултат |
| Шпанија | Шпанија                            | Шпанија                         | Шпанија  | Шпанија    | Шпанија  |
| ------- | ---------------------------------- | ------------------------------- | -------- | ---------- | -------- |
| 2003    | Светско првенство младих           | Шербрук, Канада                 | 11       | 1.500 м    | 3:57,60  |
| 2004    | Светско јуниорско првенство        | Гросето, Италија                | 23       | 800 м      | 1:52,85  |
| 2005    | Европско јуниорско првенство       | Каунас, Литванија               | 4        | 1.500 м    | 3:47,22  |
| 2007    | Европско првенство у дворани       | Бирмингем, Уједињено Краљевство | 4        | 800 м      | 1:48,71  |
| 2007    | Европско првенство У-23            | Дебрецин, Мађарска              | 18.      | 800 м      | 1:50,91  |
| 2009    | Европско првенство у дворани       | Торино, Италија                 |          | 800 м      | 1:49,15  |
| 2009    | Светско првенство                  | Берлин, Немачка                 | 39.      | 800 м      | 1:48,47  |
| 2010    | Светско првенство у дворани        | Доха, Катар                     | 6.       | 800 м      | 1:48,99  |
| 2010    | Иберо–америчко првенство           | Сан Фернандо, Шпанија           | 6        | 800 м      | 1:47,28  |
| 2010    | Европско првенство                 | Барселона, Шпанија              | 7.       | 800 м      | 1:48,42  |
| 2011    | Европско првенство у дворани       | Париз, Француска                | 5.       | 800 м      | 2:00,58  |
| 2011    | Светско првенство                  | Тегу, Јужна Кореја              | 21.      | 800 м      | 1:47,45  |
| 2012    | Светско првенство у дворани        | Истанбул, Турска                | 4th (sf) | 800 м      | 1:48,12  |
| 2012    | Европско првенство                 | Хелсинки, Финска                | 19.      | 800 м      | 1:49,06  |
| 2012    | Олимпијске игре                    | Лондон, Уједињено Краљевство    | 18.      | 800 м      | 1:46,19  |
| 2013    | Европско првенство у дворани       | Гетеборг, Шведска               | 6.       | 800 м      | 1:51,69  |
| 2013    | Светско првенство                  | Москва, Русија                  | 18.      | 800 м      | 1:46,75  |
| 2014    | Светско првенство у тркама штафета | Насау, Бахаме                   | 5.       | 4x800 м    | 7:19,90  |
| 2014    | Европско првенство                 | Цирих, Швајцарска               | 29.      | 800 м      | 1:50,07  |

## Лични рекорди
Стање 20. децембар 2014.
| Дисциплина   | Време        | Место        | Датум             | Белешка      |
| на отвореном | на отвореном | на отвореном | на отвореном      | на отвореном |
| ------------ | ------------ | ------------ | ----------------- | ------------ |
| 400 м        | 50,12        |              | 1. јануар 2004.   |              |
| 800 м        | 1:45,14      | Уелва        | 22. јун 2012.     |              |
| 1.500 м      | 3:39,06      | Уелва        | 2. јун 2011.      |              |
| 3.000 м      | 8:39,55      |              | 1. јануар 2003.   |              |
| у дворани    |              |              |                   |              |
| 800 м        | 1:46,96      | Валенсија    | 27. јануар 2013.  |              |
| 1.500 м      | 3:40,56      | Севиља       | 11. фебруар 2011. |              |